# Управление государственных больниц Израиля
Управление государственных больниц (ивр. רשות בתי החולים הממשלתיים‎) —  государственное управление правительства Израиля, подчиняющееся министру здравоохранения, которое было основано в октябре 2014 года министром здравоохранения Яэль Герман для управления, надзора и контроля за 11 государственными больницами. Эстер Доминичини была назначена генеральным директором Управления. После создания 34-го правительства Израиля и назначения Яакова Лицмана заместителем министра здравоохранения процедуры создания Управления были заморожены, и Доминичини подала в отставку со своей должности.
В 2016 году вместо Управления было создано «Отдел государственных медицинских центров» при Министерстве здравоохранения, а руководителем отдела был назначен доктор Орли Вайнштейн, чья должность в иерархии эквивалентна вице-президенту.

## Учреждение Управления
С назначением на пост министра здравоохранения Яэль Герман учредила общественный комитет для изучения путей укрепления государственной медицины в Израиле . Этот комитет получил прозвище «Комитет Герман». Комитет был создан в связи с более широким использованием частных медицинских услуг в государственных больницах за счет государственных медицинских услуг. В отчете государственного контролера 63c говорится, что система здравоохранения в Израиле страдает от централизации и институциональных конфликтов интересов, которые еще не устранены, отчасти из-за конфликта ролей Министерства здравоохранения как владельца государственных больниц и как их руководителя  . В ходе обсуждений комитетом были рассмотрены три основных вопроса, касающиеся управления больницами со стороны Министерства здравоохранения:
- Неоднозначная позиция Минздрава в сфере государственных больниц
- Укрепление механизмов управления и контроля Министерства здравоохранения над больницами в целом, включая государственные больницы.
- Усиление механизмов внутреннего контроля и самоуправления самих государственных больниц и повышение прозрачности.

Среди прочего утверждается, что государственные больницы организационно не готовы к оптимальному управлению деятельностью, находящейся под их ответственностью, отчасти из-за отсутствия управленческой гибкости, отсутствия стимулов для повышения эффективности, организационной структуры, эффективных механизмов управления и контроля, а также из за проблематичного распределения ролей между государственными больницами и корпорациями здравоохранения в центрах медицинского обслуживания.
Было определено, что управление будет иметь независимый бюджет и будет управляться отдельно от Министерства здравоохранения.
Создание Управления является одной из рекомендаций «Комитета Герман» по реформированию системы здравоохранения в Израиле. Против этих рекомендаций было высказано много критических замечаний , в том числе против создания Управления больниц. После отставки министра здравоохранения Яэля Германа в начале декабря 2014 года, вслед за отставкой министра финансов Яира Лапида, создание этого органа было фактически заморожено. Его создание не возобновлял заместитель министра здравоохранения Яков Лицман, назначенный на эту должность в 2015 году.